# Raymond Thiry
Raymond Thiry (geb. 29. September 1959 in Amsterdam) ist ein niederländischer Schauspieler.

## Leben
Thiry spielte 1994 im Film Venus im Pelz und 1998 im Fernsehfilm Novellen: Tussen de bomen. 2006 übernahm er die Rolle des „Lucien“ im Film Langer licht und erhielt dafür eine Nominierung beim niederländischen Filmfestival.
Ab dem folgenden Jahr drehte er abwechselnd Filme, Fernsehfilme und Fernsehserien.
In dem 2008 gedrehten Kinofilm Mein Kriegswinter, übernahm er die Rolle des „Johan“. Der Film ist auch unter dem englischen Titel Winter in Wartime bekannt und wurde 2009 unter anderem für den Filmpreis Satellite Award nominiert.
2008 drehte er zwei Folgen der Fernsehserie S1ngle und im folgenden Jahr die beiden Fernsehfilme Alex in Amsterdam und Witte vis. Ebenfalls 2009 spielte er bei Floris Parlevliets Kinofilm Mesopotamië mit. 2010 folgten weitere Auftritte in den Serien De Troon und Verborgen gebreken.
Thiry wurde 2006 für den Preis Goldenes Kalb beim niederländischen Film Festival als bester Darsteller (Langer licht) nominiert. Für den gleichen Film erhielt er 2007 beim Festival du cinéma nordique in Rouen den Preis als bester Schauspieler. 2009 gewann er beim niederländischen Filmfestival in der Kategorie Bester Supporting Schauspieler.

## Filmografie (Auswahl)

### Filme
- 1994: Venus im Pelz (Venus in Furs)
- 2006: Langer licht (International: Northern Light)
- 2007: Dennis P.
- 2007: Basta
- 2008: Bloedbroeders (Europäischer Filmtitel: Blood Brothers)
- 2008: Tiramisu
- 2008: Der Brief für den König (De Brief voor de Koning)
- 2008: Mein Kriegswinter (Oorlogswinter)
- 2009: Mesopotamië
- 2009: My Queen Karo
- 2012: Black Out – Killer, Koks und wilde Bräute (Alternativ: Black Out – Eine Leiche auf Reisen)
- 2013: Wolf
- 2018: My Foolish Heart
- 2018: Der Bankier des Widerstands (Bankier van het verzet)
- 2019: Die Dirigentin (De Dirigent)
- 2019: Penoza – Die Rächerin (Penoza: The Final Chapter) (Abschlussfilm zur Serie)
- 2020: Quo Vadis, Aida?
- 2021: Ferry
- 2022: Minions – Auf der Suche nach dem Mini-Boss, Stimme von Wild Knuckles
- 2023: Crypto Boy

### Fernsehfilme/-serien
- 1998: Novellen: Tussen de bomen (TV-Film)
- 2007: Shouf shouf! (1 Episode)
- 2007: Willemspark (1 Episode)
- 2007: Keyzer & de Boer advocaten (1 Episode)
- 2007: Van Speijk (1 Episode)
- 2007: Grijpstra & de Gier (1 Episode)
- 2007: Basilicum & Brandnetels (TV-Film)
- 2007: Flikken Maastricht (1 Episode)
- 2008: Moes (TV Mini-Serie)
- 2008: Deadline (1 Episode)
- 2008: Spoorloos verdwenen (1 Episode)
- 2008: Vera (TV-Film)
- 2008: Raaf Mixer (6 Episoden)
- 2008: S1ngle (2 Episoden)
- 2009: Witte vis (TV-Film)
- 2009: Alex in Amsterdam (TV-Film)
- 2010: Verborgen gebreken (1 Episode)
- 2010: De Troon (2 Episoden)
- 2010–2017 Penoza (Krimiserie, 5 Staffeln)
- 2017: Verliebt in Amsterdam
- 2018: Der Amsterdam-Krimi: Tod in der Prinzengracht
- 2019: Undercover (Fernsehserie, 1. Staffel)
- 2019: Todesfrist – Nemez und Sneijder ermitteln (Fernsehreihe, Hauptrolle)
- 2020: Doodstil, Fernsehvierteiler
- 2021: Retter der Meere: Tödliche Strandung
- 2021: Todesurteil – Nemez und Sneijder ermitteln (Fernsehreihe)
- 2022: Das Netz – Prometheus (Fernsehserie)
- 2022: Das Netz – Spiel am Abgrund (Fernsehserie)